# 高橋奈津子
高橋奈津子（日语：／ Takahashi Natsuko，9月19日—），日本女編劇。日本編劇聯盟會員。她最初作為綜藝節目構成作家出道，也曾為動畫和電視劇撰寫劇本。

## 參加作品
除非另有說明，所有作品的擔任編劇（不包括綜藝節目）。粗體字表示劇本統籌作品。

### 動畫
2000年
- 銀河冒險戰記

2001年
- 變種危機
- 銀河冒險戰記 The Second Stage
- 刃牙

2002年
- 我們這一家[注 1]
- 少年偵探 ～推理之絆～[1]
- 東京喵喵

2003年
- 聖槍修女
- 偵探學園Q[注 2]
- 網球王子
- 鋼之鍊金術師
- 波波羅古洛伊斯
- 真珠美人魚

2004年
- 愛你寶貝★★
- SD鋼彈FORCE
- 巖窟王[2]
- 現視研
- 七武士
- 校園迷糊大王
- 天上天下
- Nepos Napos（日语：ネポスこどもCLUB）
- 爆裂天使
- BLEACH
- 真珠美人魚Pure
- 瑪莉亞的凝望
- 瑪莉亞的凝望 ～春～
- 馳風競艇王（日语：モンキーターン (漫画)）

2005年
- 韋駄天翔
- 機動戰士鋼彈SEED DESTINY
- 強殖裝甲加爾巴
- 銀盤萬花筒[注 3]
- 甲蟲王者 森林居民的傳說
- 地獄少女
- 魔女的考驗
- 創聖的亞庫艾里翁[3]
- 哆啦A夢 (2005年版)
- 蜜桃女孩
- 不可思議星球的☆雙胞胎公主
- MÄR 魔兵傳奇

2006年
- 學園天堂 BOY'S LOVE HYPER！
- 地獄少女 二籠
- 獸王星
- 校園迷糊大王 二學期
- 戰爭童話系列（日语：戦争童話）「燒過的點心樹（日语：焼跡の、お菓子の木）」
- D.Gray-man
- 不可思議星球的☆雙胞胎公主Gyu！
- 遊☆戲☆王 怪獸之決鬥GX
- 妖怪人間貝姆 (2006年版)

2007年
- 鋼鐵三國志
- 鋼鐵神吉克
- 無敵偵探☆貴公子
- 逮捕令 全速前進
- 帝托拉傳奇
- 爆丸
- 旋風管家！
- BLUE DROP ～天使們的戲曲～
- 瑪莉亞的凝望 3rd Season
- 農大菌物語[4]
- 羅密歐×茱麗葉

2008年
- 再造人卡辛Sins
- 緝毒特搜班（日语：switch (naked apeの漫画)）（編劇監修）
- 西洋骨董洋菓子店 ～Antique～
- 二十面相少女[5]
- 棒球大聯盟 4th season
- 小雙俠 (2008年版)

2009年
- 機巧魔神
- 機巧魔神2
- 料理偶像
- 戀愛班長
- 07-GHOST
- 東京地震8.0
- 鬍子小雞（首席作家）
- 元氣媽媽[注 4]
- 瑪莉亞的凝望 4th Season
- 奇蹟☆列車 ～歡迎搭乘大江戶線～

2010年
- 無法掙脫的背叛[6]
- 咎狗之血
- 妖怪少爺
- 爆丸2 大爆破

2011年
- 青之驅魔師
- 吸血貓  The Animation
- 爆丸3 狩獵保衛者

2012年
- Aikatsu！偶像活動！
- 只要妳說妳愛我。
- 愛戀流星鏡（日语：流れ星レンズ）
- 農大菌物語Returns

2013年
- 寶石寵物 Happiness
- 心跳！光之美少女
- 旋風管家！Cuties
- BROTHERS CONFLICT
- YUYU式

2014年
- 三人舞妓[注 5]
- 妖怪手錶
- Happiness Charge 光之美少女！
- Baby Steps ～網球優等生～
- Lady 寶石寵物
- 享用羅德斯島戰記 ～對我來說很美味嗎？～（日语：召しませロードス島戦記 〜それっておいしいの?〜）[注 6]
- 戰國BASARA Judge End
- 信長協奏曲（全話編劇）[7]
- 晨曦公主
- 姐姐的妄想日記[注 5]

2015年
- 俺物語!![8]
- 美男高校地球防衛部LOVE！
- Go！Princess 光之美少女
- Baby Steps ～網球優等生～2

2016年
- 烏龍麵之國的金色毛毬
- 神聖之門
- NORN9 命運九重奏
- 長騎美眉！
- 菇菇 ～世界的朋友～（日语：おさわり探偵 なめこ栽培キット）
- 美男高校地球防衛部LOVE！LOVE！
- 魔物獵人物語 RIDE ON

2017年
- 戀愛暴君[9]
- 喧嘩番長 乙女 -Girl Beats Boys（日语：喧嘩番長 乙女）
- 帶著智慧型手機闖蕩異世界。
- 戀愛與謊言[10]
- URAHARA

2018年
- 霸穹 封神演義[11]
- 甜心戰士 Universe
- 漫畫女孩[12]
- 美男高校地球防衛部HAPPY KISS！
- 夢王國與沉睡中的100位王子殿下
- 百鍊霸王與聖約女武神
- 屁屁偵探
- 妖怪手錶 光影之卷
- 一直跑下去真的是太好了。（日语：走り続けてよかったって。）

2019年
- 妖怪手錶！

2020年
- 暗黑破壞神在身邊。
- 月歌。THE ANIMATION2
- 格萊普尼爾
- 先鋒飛車 極速合體 地球防衛隊

2021年
- 卡片鬥爭!! 先導者 overDress[13]
- 再見了，我的克拉默
- 魔卡派對
- 宇宙奇妙生物小鐵君（日语：宇宙なんちゃら こてつくん）

2023年
- 轉生貴族的異世界冒險錄～不知自重的眾神使徒～
- 星靈感應

2025年
- 安妮·雪利[14]

### 電視劇
- 小夏家（日语：なっちゃん家）（1998年）
- 黑色推銷員（1999年）
- 美·少女日記（日语：少女日記）（2000年—2001年）
- 愛美大作戰（日语：OLヴィジュアル系）（2000年—2001年）
- 弄假成真（日语：ウソコイ）（2001年）
- 有錢真幸福（日语：OL銭道）（2003年）
- 好孩子的夥伴（日语：よい子の味方）（2004年）
- 花樣男子〈第1系列〉（2005年）
- 夜王（2005年）
- 愛上無賴男（日语：だめんず・うぉ〜か〜）（2006年）
- 東京幽靈物語（日语：東京ゴースト・トリップ）（2008年）
- 農大菌物語（2010年）
- 新春海螺小姐特別篇〈電視劇版第3彈〉（2011年，第2話）
- 王牌酒保（2011年）
- 失去名字的女神（2011年，原案協力）
- 一休和尚（2012年）
- 戰國BASARA -MOONLIGHT PARTY-（2012年）[注 7]
- 海螺小姐動畫&電視劇 150分鐘特別篇 開台55週年 海螺小姐播出45年（2013年，電視劇版第3話）

### 綜藝節目
- 原來如此！The 世界（日语：なるほど!ザ・ワールド）（擔任時期不明）
- 天才·北野武的獲得精神電視!!（日语：天才・たけしの元気が出るテレビ!!）（擔任時期不明）
- 魔法神燈！（日语：魔法のランプ!）（1995年）
- 全明星感謝祭（1995年，負責出題）
- 微笑毛犬（日语：笑う犬）（1998年—1999年）
- 非洲之爪（日语：アフリカのツメ）（2004年—2005年）
- 北野武與所喬治的和風來了！（日语：たけし・所のWA風が来た!）（擔任時期不明）
- 汪汪貝哥！擬人角色世界（日语：ワンワンパッコロ！キャラともワールド）（2012年—）

### 電影
- 劇場版 我們這一家（2003年）[注 8]
- 劇場版 BLEACH：Fade to Black 呼喚你的名字（2008年）[注 9]
- 劇場版 小雙俠：新雙俠機械大集合！玩具國大決戰，骰子！（2009年）[注 10]
- 大奧（2010年）
- 劇場版 BLEACH 地獄篇（2010年）[注 9]
- 戰國BASARA -MOONLIGHT PARTY- Remix（2013年）[注 7]
- 劇場版 花樣河童：開花！蝶之國的大冒險（日语：はなかっぱ）（2013年）[注 11]
- ……and LOVE（2017年） [15]
- 聽見向陽之聲（2017年）
- 我的傲嬌男友（2018年）
- 劇場版 屁屁偵探：咖喱香料事件（2019年）
- 劇場版 再見了，我的克拉默：首次接觸（2021年）
- Blue Thermal（2022年）[注 12]

### 其它
- 漫畫：藍寶石王子（2008年—2009年）[注 13]
- 廣播劇CD：要你對我XXX！（2012年）[注 14]
- 小說：美男高校地球防衛部LOVE！NOVEL！（插圖：原由美子、diomedéa，PONYCAN BOOKS（日语：ぽにきゃんBOOKS），2015年）
- 小說：（原作：大塚隆史、插圖：川村敏江，〈小學館Jr.文庫〉，2015年）
- 慈善活動：她也致力於支持東日本大震災的受害者，並與漫畫家和作家合作為東日本大震災同人誌慈善團體同人誌「pray for Japan」執筆[16]。

## 腳註

## 相關項目
- 日本動畫師列表（日语：アニメ関係者一覧）

## 外部連結
- 高橋奈津子 （日語）—allcinema（日语：allcinema）